# Pirámide de Pepi I
Pirámide de Pepi I es el nombre por el que se conoce el complejo funerario construido en el siglo XXIV o XXIII a. C. en honor al faraón de la Dinastía VI de Egipto Pepi I El complejo, denominado en idioma egipcio Men-nefer-Pepi, continuó siendo el centro del culto al faraón hasta bien entrado el Imperio Medio y acabó dando nombre a la cercana Menfis, capital de Egipto. Al igual que en las de sus predecesores, la infraestructura interna de la pirámide de Pepi I estaba repleta de columnas verticales con textos jeroglíficos conocidos como Textos de las Pirámides. Aquí fue donde se descubrieron por primera vez estos textos en 1880 por Gaston Maspero, aunque su origen se sitúa en la pirámide de Unis. El corpus de textos de Pepi I es el mayor del Imperio Antiguo de Egipto, con 2263 columnas y líneas de jeroglíficos.
Pepi I situó su complejo piramidal al sur de Saqqara, a unos 2,4 km al norte de la pirámide de Dyedkara-Isesi. No está claro por qué el faraón escogió ese lugar; quizás trasladó el palacio real al sur, lejos de la ciudad, o puede que no quedaran emplazamientos viables en el norte y el centro de Saqqara después de que Teti construyera su pirámide. Pepi encargó a una de sus esposas, Inenek-Inti, la construcción del monumento funerario. La pirámide y su infraestructura interior reproducen el diseño básico de la de Dyedkara-Isesi y son proporcionalmente muy similares. La pirámide ha sufrido grandes daños y en la actualidad solo queda un pequeño montículo en ruinas. El templo funerario también ha sufrido grandes daños causados por los ladrones de piedra, pero los trabajos realizados por la Mission archéologique française de Saqqâra/Mission archéologique franco-suisse de Saqqâra (MAFS) han permitido constatar que la disposición del templo es casi idéntica a la de su predecesor. Los trabajos de excavación en la calzada solo se han desarrollado hasta unos pocos metros y todavía no se han realizado excavaciones en el templo del valle y la ciudad piramidal.
Los hallazgos más importantes del complejo son las pirámides de las reinas. Desde 2017, se han descubierto un total de nueve pirámides al suroeste del complejo de Pepi I. Estas pirámides corresponden a Nebuunet, Inenek-Inti, Meritites IV, Anjesenpepi II y Anjesenpepi III, Mehaa con una tumba perteneciente a su hijo Hornetjerikhet al norte, Behenu, Reherichefnakht y una, la pirámide Occidental, de la que se desconoce a quien pertenece. Las pirámides de las reinas Ankhesenpepi II y Behenu contienen Textos de las pirámides. La de Reherichefnakht contiene tanto Textos de las pirámides como Textos de los sarcófagos. Este hallazgo es importante tanto por ser la pirámide más antigua conocida que no fue construida para un miembro de la familia real como por que su epigrafía constituye un vínculo entre los imperios Antiguo y Medio.

## Ubicación y excavación

Mapa anotado de la meseta de Saqqara.

Pepi eligió un lugar 2,4 km al norte de la Pirámide de Dyedkara-Isesi en el sur de Saqqara. Mark Lehner sugiere que un lugar para el complejo piramidal en el norte o centro puede no haber sido posible después de haber construido Teti allí su pirámide, lo que obligaría a Pepi I a trasladarse hacia el sur. Jaromír Malek propone que "la miseria, olores y ruidos de una ciudad llena de gente", Djed-Isut al este de la pirámide de Teti, puede haber causado que Djedkare Isesi y Pepi I reubiquen sus palacios reales más al sur y ello explicaría la ubicación de sus monumentos funerarios en el sur de Saqqara.
La pirámide fue examinada por primera vez por John Shae Perring en la década de 1830. En 1880, Gaston Maspero, director del Instituto francés para la Arqueología Oriental en El Cairo, llegó a Egipto. Seleccionó un sitio en el sur de Saqqara, un montículo que había sido anteriormente mapeado por Karl Richard Lepsius, para su primera excavación arqueológica. Aquí encontró las ruinas de una gran estructura que  identificó como la pirámide de Pepi I. Durante las excavaciones consiguió acceder a la subestructura interior, donde descubrió que las paredes estaban cubiertas de textos jeroglíficos – los Textos de las Pirámides- Era la primera pirámide en que se encontraban textos. Maspero también halló textos en las pirámides de Unas, Teti, Merenra I, y Pepi II en 1880–1. Publicó sus hallazgos en Les inscriptions des pyramides de Saqqarah en 1894.
MAFS ha liderado los esfuerzos en el complejo piramidal de Pepi I desde 1950. Jean-Philippe Lauer y Jean Sainte-Fare Garnot dirigieron los trabajos hasta 1963, y desde entonces el sitio ha estado bajo la supervisión de Jean Leclant y Audran Labrousse Con Jean Leclant, un "importante proyecto arquitectónico y epigráfico" fue emprendido en las pirámides de Unas, Teti, Pepi I, y Merenre I. En 1966, la cámara funeraria y el pasadizo de la subestructura en la pirámide de Pepi I fueron desescombrados. Allí se reveló que los textos en la pirámide de Pepi I fueron grabados y pintados de verde, color llamado por los antiguos egipcios wadj, que representaba la juventud y simbolizaba el vigor, la germinación y renovación.
La cara sur y la pared y una sección de la cara este de la pirámide fueron excavadas entre marzo y abril de 1996. Gran cantidad de bloques de caliza se descubrieron con inscripciones. Llevan los nombres de las cuadrillas de obreros involucradas en la construcción del complejo, y su recuperación es significativa porque típicamente estarían ocultos por el recubrimiento. En estas inscripciones aparecen los nombres de familiares del faraón implicados en el proyecto. Teti-ankh, un hijo de Teti según Vassil Dobrev, dirigió varias actividades alrededor del complejo. Su nombre está particularmente asociado con la pared perimetral del recinto y la toma de medidas. Inenek-Inti, una esposa de Pepi I, aparece en varios de los bloques inscrita con títulos que indican su función como la arquitecta y constructora del monumento. Más bloques de caliza inscritos con "marcas de cantero" fueron descubiertos entre febrero y abril de 1997. De los años 1995 a 1997, se despejaron los cuatro lados de la pirámide, y se descubrieron cientos de bloques que registran la implicación de aproximadamente cuarenta individuos.

## Complejo funerario
Los complejos funerarios reales del Imperio Antiguo constaban de cinco componentes esenciales: (1) un templo del valle; (2) una calzada procesional; (3) un templo funerario, una pirámide satélite o de culto (4) y la pirámide principal (5). El complejo de Pepi I comprende: una pirámide principal formada por seis escalones de caliza cubiertos por caliza blanca fina; un templo funerario réplica exacta de los de sus predecesores, con una pirámide de culto en su lado sur; y un templo del valle y calzada aún no excavados. El nombre del complejo funerario de Pepi, Men-nefer-Pepi, fue adoptado como el nombre para la vecina ciudad capital de Egipto, Men-nefer (en griego, Menfis).

### Pirámide principal
La pirámide fue construida de la manera habitual desde el reinado de Dyedkara Isesi: un núcleo formado por seis escalones utilizando pequeños bloques de caliza unidos con mortero, y después cubiertos con bloques de caliza fina blanca. El recubrimiento de caliza se arrancó mucho después para la producción de cal, y solo se ha conservado intacto en las hiladas más bajas. Una inscripción fragmentaria encontrada por MAFS en 1993 perteneciente a Khaemwaset, Sumo sacerdote en Menfis e hijo de Ramsés II, de la Decimonovena Dinastía indica que la pirámide estaba en relativamente buenas condiciones por entonces, y solo necesitó restauraciones menores.
La pirámide está en ruinas y sus dimensiones originales solo pueden calcularse aproximadamente. La base tendría un lado de 78,75 m y la altura era de 52,5 m. La ruina tiene una altura de 12 m, con un hoyo en su centro excavado por los ladrones de tumbas.

### Subestructura
Una capilla al norte cubría originalmente el acceso al pasillo de entrada en la cara norte de la pirámide. Se trata de un corredor descendente construido en caliza. El pasillo termina en un vestíbulo que da paso al pasillo horizontal. A mitad de camino a lo largo del pasaje horizontal aparece la barrera principal de tres bloques de granito rosa. El pasaje se refuerza aún más con granito en tres sitios. El diseño de las cámaras en la pirámide de Pepi I es el mismo que en las pirámides de su predecesor: la antecámara se encuentra en el eje vertical de la pirámide, con una habitación que contiene tres recesos – el serdab– al este, y la cámara funeraria al oeste. Ambas estancias tienen techos en gablete de bloques de caliza puestos en tres capas profundas con dieciséis bloques en cada capa. El techo se estima en un peso de alrededor de cinco mil toneladas.
El techo está pintado con estrellas blancas, orientadas al oeste, sobre fondo negro. Un sarcófago fue encontrado junto a la pared oeste de la cámara funeraria; aunque el examen indica que era un sarcófago sustituto, no el original. Labrousse sugiere que el original pudo resultar dañado durante el transporte, o que le fueron descubiertos defectos. MAFS hizo un descubrimiento curioso mientras se limpiaba la cámara: un cofre para los canopes de granito rosa, en un nicho hundido al pie del sarcófago, junto con un fardo de vísceras embalsamadas, contenidas originalmente dentro de un tarro de alabastro cuya forma aún retenían, probablemente pertenecientes al rey. Fragmentos óseos de lo que fue una momia profanada y vendas de lino fino se encontraron también esparcidos por la cámara, suponiéndose que pertenecerían a Pepi I también. Otros componentes del ajuar funerario fueron hallados: fragmentos de vasos canopes de alabastro amarillento; una sandalia hecha de madera rojiza, posiblemente sicomoro; un pequeño cuchillo de sílex; algo de lino plisado; y un fragmento de lino escrito con la inscripción "Lino para el rey del Alto y el Bajo Egipto, que viva para siempre".
Las paredes de la antecámara, cámara funeraria, y el pasillo horizontal fueron inscritas con columnas verticales de texto jeroglífico pintado de verde. Los textos del pasillo son los más extensos, cubriendo todo el pasaje, el vestíbulo, e incluso una sección del pasillo descendente. El serdab se dejó sin inscripciones, al igual que en las pirámides de Unas y Teti.

#### Textos de la pirámide de Pepi I

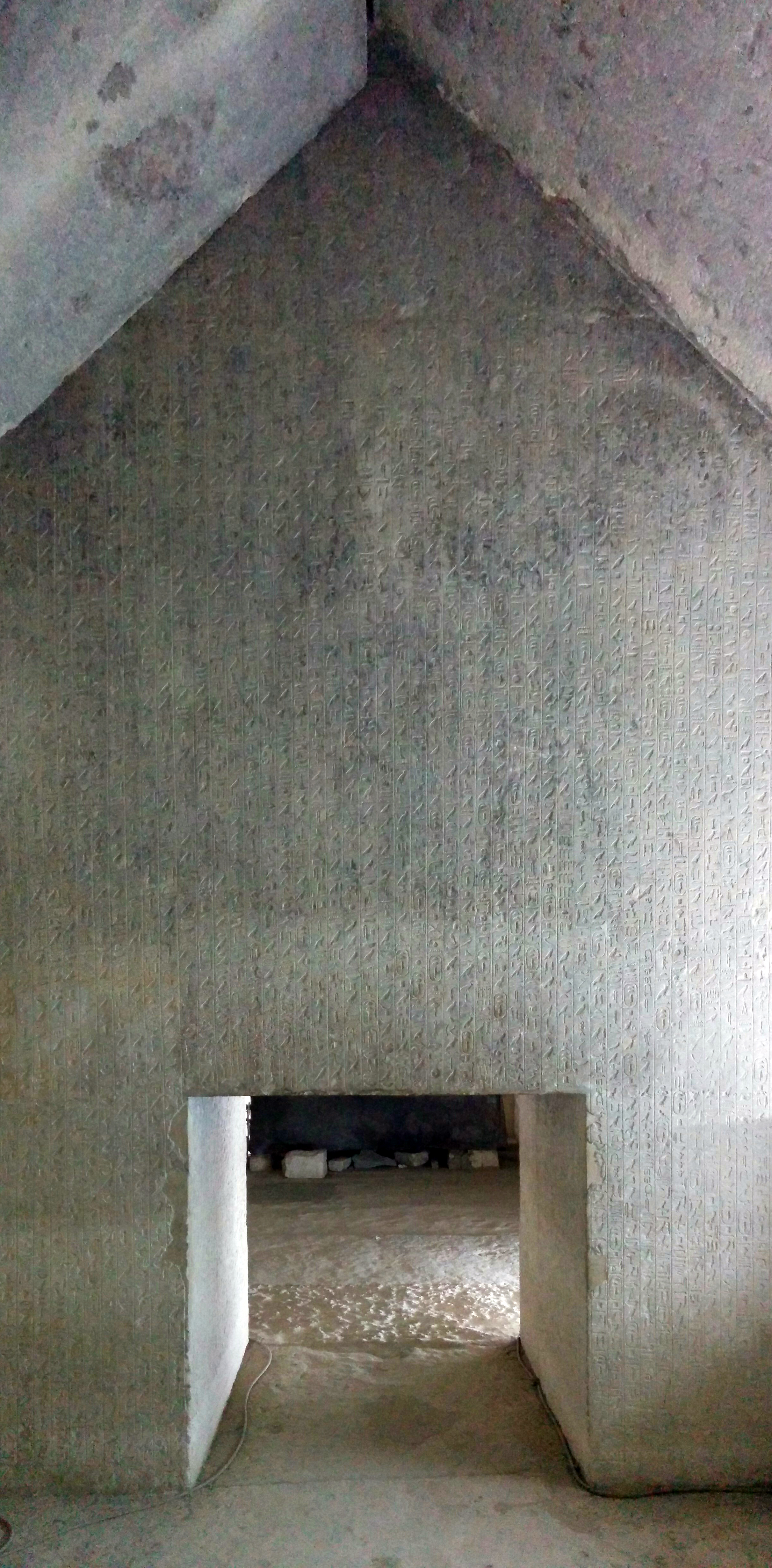
Textos de las pirámides en la tumba de Teti.

Los Textos de las Pirámides aparecieron por primera vez en la Pirámide de Unis al final de la Quinta Dinastía, iniciando una tradición que se mantuvo en las pirámides de reyes y reinas de la Sexta a la Octava Dinastía, a finales del Imperio Antiguo. Los textos en la pirámide de Pepi I, comprendiendo 2.263 columnas y líneas de texto, son el corpus de texto más extenso del Imperio Antiguo. Aunque la tradición de escribir textos en la pirámide había empezado en la de Unas, fueron descubiertos por primera vez en la de Pepi I en 1880.
La creencia egipcia sostenía que el individuo constaba de tres partes básicas; el cuerpo, el ka, y el ba. Cuando la persona moría, el ka o espíritu vital se separaría del cuerpo y regresaría a los dioses de donde había venido, mientras el ba o alma quedaba con el cuerpo. El cuerpo físico del individuo, inhumado en la cámara funeraria, permanecería allí; pero el ba, despertado, se liberaría del cuerpo y empezaría su viaje hacia la otra vida. Significativo en este viaje era el Akhet: el horizonte, un cruce entre la tierra, el cielo, y el Duat. Para los antiguos egipcios, el Akhet era el lugar desde donde salía el sol, y simbolizaba el renacimiento o resurrección. En los textos, el rey está llamado a transformarse en un akh en el Akhet. El akh, literalmente "ser eficaz", era la forma resucitada del difunto, lograda a través de la acción individual y el desempeño ritual. Si el difunto fallaba en completar la transformación, se convertiría en mutu, esto es, "el muerto". La función de los textos, en congruencia con toda la literatura funeraria, era posibilitar el reencuentro del ba y el ka del soberano conduciendo así a la transformación en un akh, y asegurarse la vida eterna entre los dioses en el cielo.
Salvo la sección inferior del lado occidental de la cámara, la cual está pintada con el motivo de fachada de palacio, las cuatro paredes de la sala sepulcral de Pepi I están cubiertas con Textos de las Pirámides. La pared oeste y el techo de la cámara están inscritos con textos referentes a dos temas. El primero presenta a Horus en la función de liturgista jefe, y el segundo implica la presentación del cadáver de Osiris a su madre, Nut. Estos textos son sakhu, significando "qué hace a uno un akh" y servían para la "protección, reconstitución, y transfiguración del rey en su sarcófago". Están flanqueados– predominantemente en el lado oeste de la pared norte, pero también por dos textos en un registro pequeño en el lado oeste de la pared sur– por los textos sobre la función de las hermanas de Osiris, Isis y Neftis. En el lado oeste de la pared sur, bajo los textos de Isis y Neftis, se encuentra un conjunto de textos que tratan el tema del ascenso del rey al cielo.
El resto de la pared norte de la cámara funeraria está compuesta por los Rituales de ofrendas e insignias. Exclusivo de la pirámide de Pepi I, los dos rituales están claramente delineados en registros separados. El resto de la pared sur está inscrita con el Ritual de Resurrección; este trata la relación del rey con los dioses y su salida de la tumba. La versión del ritual de Pepi I empieza con un único conjuro, pero casi enteramente perdido. Finalmente, la pared este y el gablete están inscritos con los textos dominados por la relación entre "el ritualista" – en este caso el hijo y sucesor de Pepi I– y Pepi I, y contiene conjuros personales ocasionales. En el pasadizo entre la cámara funeraria y las antecámaras, un conjunto de cuatro conjuros inscritos en las paredes norte y sur.
Las paredes oeste y sur de la antecámara están inscritas con textos cuyo tema central gira en torno a la transición del humano al reino celestial. La pared norte contiene dos grupos de textos: respecto al ascenso del rey al cielo, el cual no aparece en la antecámara de otras pirámides, y el relacionado con la transformación del rey en Horus. La pared este de la antecámara tiene conjuros de protección y provisión para el rey. El paso al serdab está inscrito con el Ritual de la Mañana, pero el propio serdab no fue inscrito.
Los textos del pasaje horizontal están divididos en tres secciones. Su tema dominante es el ascenso del rey al cielo, junto a otros textos personales, un conjuro protector para la tumba, y una "imprecación final contra el guardián de la puerta" en la sección noreste. El vestíbulo está inscrito en las paredes sur, oeste y este. Los textos de la pared sur parecen haber sido escritos para su uso sobre una estatua del rey, con algunos conjuros adicionales que permitirían al rey abrir las puertas del vestíbulo. Las paredes oeste y este tienen textos relacionados principalmente con la capacidad del rey para entrar y salir de la tumba. La pared norte permaneció sin inscripciones.
El corredor ascendente parece ser el único en que se inscribieron Textos de las Pirámides. Estos están divididos en dos secciones, pero su contenido completo se desconoce debido a la ruina de las paredes. El extremo sur de la pared oeste tiene textos relacionados con el rey uniéndose a Ra en el cielo, mientras el extremo norte de la pared este, contiene hechizos para la perpetuación del culto del rey. El extremo sur de la pared este contiene textos sobre aprovisionamiento. El extremo norte de la pared oeste tiene más conjuros relacionados con el ascenso del rey al cielo estrellado.

### Templo del valle, calzada y ciudad de la pirámide
El templo del valle, ciudad de la pirámide, y la calzada, excepto unos cuantos metros cerca del templo funerario, no han sido todavía excavados.

### Templo funerario

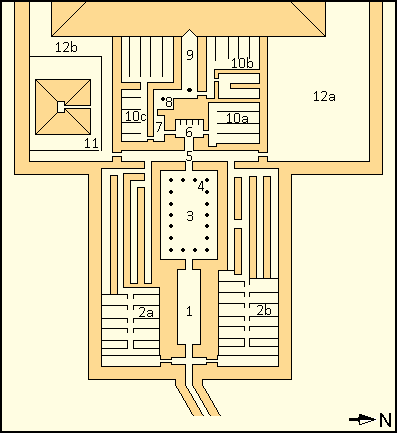
Plano del templo funerario de Pepi I. En orden: 1) sala de entrada con (2a y b) almacenes; 3) Patio con (4) columnas; 5) pasillo transversal; 6) Capilla de las estatuas con cinco nichos; 7) Vestíbulo; 8) antecámara cuadrada; 9) sala de ofrendas con (10a-c) almacenes; 11) pirámide de culto; 12a y b) patio de la pirámide.

El templo funerario fue gravemente dañado por los recolectores de piedra medievales que aprovecharon la piedra caliza de la construcción para la producción de cal, dejando atrás un horno de cal que habían instalado en los terrenos del templo. A pesar del lamentable estado del templo, el trabajo arqueológico de MAFS ha permitido reconstruir su planta y características. El templo fue levantado según un plan estándar prácticamente idéntico al de los templos de Djedkare Isesi, Unas y Teti.
El templo tenía una sala de entrada que lleva a un patio porticado a cielo abierto. La sala está flanqueada por cuartos de almacenamiento al norte y sur. El templo interior contenía una capilla con cinco nichos para estatuas. También contenía una sala de ofrendas y otras cámaras centrales. Estatuas de caliza de prisioneros arrodillados con las manos atadas a la espalda fueron descubiertas en la sección suroeste del templo interior, donde se planeaba echarlas a un horno de cal. Las estatuas fueron rotas por el cuello y cintura. Miroslav Verner afirma que estas estatuas procedían originalmente del patio porticado, y posiblemente también de la sala de entrada, donde servirían de guardianes protectores de la tumba. Jean-Philippe Lauer postula que las estatuas una vez se alinearon en la calzada representando personas subyugadas del norte y el sur. Richard Wilkinson señala que la ubicación original de las estatuas es desconocida.
La antecámara cuadrada en el templo de Pepi I está prácticamente desaparecida. Una puerta de entrada en su lado este ha sido identificada en base a unos restos de granito. La habitación originalmente tuvo un techo de 6,29 m de altura. Los descubrimientos dentro de la habitación incluyen secciones del pavimento junto con la base de la columna central que ha quedado in situ en el centro de la cámara. La columna cuadrangular de granito típica había sido reemplazada por un pilar octagonal. Fragmentos de relieves decorativos fueron recuperados por Labrousse.

### Pirámide de culto
La pirámide de culto está mejor conservada que el templo funerario. Fragmentos de estatuas, estelas y mesas de ofrendas indican la continuación del culto funerario hasta el Imperio Medio. Sin embargo, la pirámide ya estaba en ruinas durante el Imperio Nuevo.
El propósito de la pirámide de culto era puramente simbólico. Contenía una cámara funeraria pero no fue utilizada para un entierro sino para albergar una estatua del rey, que serviría de asiento a su  ka. Estas pequeñas pirámides pueden haber sido utilizadas para las ceremonias rituales centradas en el entierro y resurrección del espíritu vital durante el festival Sed.

## Pirámides de las reinas y otras estructuras significativas

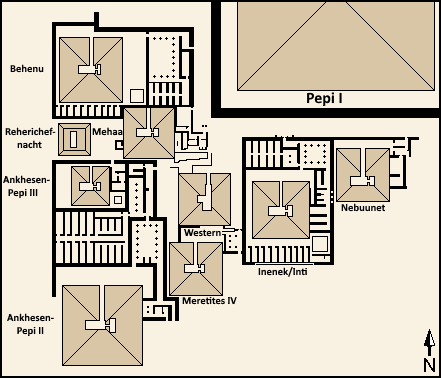
Mapa anotado de la necrópolis al suroeste de la pirámide de Pepi I.

El hallazgo más significativo en el complejo piramidal de Pepi I son las pirámides de las reinas. En 2017, un total de nueve pirámides fueron descubiertas al suroeste de la pirámide principal. Estas pirámides pertenecen a: Nebuunet, Inenek-Inti, Meritites IV, Ankhesenpepi II y Ankhesenpepi III, Mehaa con una tumba que pertenece a su hijo Hornetjerikhet a su norte, Behenu, Reherichefnakht y una anónima.

### Pirámide de Nebuunet
Nebuunet era una de las esposas de Pepi I, enterrada en una pirámide adyacente a la suya. El complejo es el más oriental descubierto, y contiene una pirámide en ruinas y un pequeño templo funerario. La pirámide, construida en caliza, tuvo una longitud de base de aproximadamente 20,96 m y una altura de 21 m. Su entrada se encontraba bajo el pavimento de su capilla norte y conduce a un pasadizo descendente. Da paso a un pasaje horizontal a través de un falso vestíbulo. Un único pórtico de granito guardaba la cámara funeraria, localizada al sur del eje vertical de la pirámide. La subestructura es similar a la de la pirámide de Inenek-Inti, con la diferencia de que su sarcófago fue hecho de granito rosa, en lugar de grisáceo. Al este de la cámara funeraria estaba el serdab que aún contenía fragmentos del equipamiento funerario, que incluye un peso de madera cilíndrico de un telar y una pluma de avestruz de madera, probablemente representando la pluma de Maat.
Al complejo se ingresa a través de una puerta de piedra caliza frente a la pirámide de Pepi I. La puerta ha sido completamente reconstruida a partir de las partes descubiertas. Cada jamba tiene una imagen de la reina de pie que la muestra como una mujer esbelta, llevando una peluca que enmarca su rostro, equipada con una vaina y un amplio collar alrededor de su cuello. En una sostiene un loto cuya fragancia aspira, mientras en la otra jamba lo sostiene tras ella. Su nombre y título están inscritos en ambas jambas: "la esposa del rey, su amada, Nebuunet" y en la parte superior, debajo del jeroglífico para cielo, un halcón real con las alas extendidas sujeta con las garras un ankh apuntando a un cartucho conteniendo el nombre de Pepi I, que en sí mismo forma parte de una unidad de tres columnas de texto.
La puerta de caliza conduce a una antecámara que lleva al patio que rodea la pirámide, y a un pequeño templo funerario en la cara este de la pirámide. El templo está completamente en ruinas, excepto la sala de ofrendas y una sección de muro de aproximadamente 1 m de espesor. La sala de ofrendas norte era una capilla con tres nichos. Dentro de la sala, fragmentos de esculturas describen a la reina en un podio con leones frente a una diosa que sujeta un cetro y el símbolo ankh. Muy poco se ha conservado de la decoración en relieve policromado del templo.

### Pirámide de Inenek-Inti
Inenek-Inti era una esposa y visir de Pepi I, enterrada en una pirámide adyacente a la suya. La pirámide tuvo una base de 21 m de largo por 21 m de altura. En contraste, tanto su pirámide como su templo funerario son un poco más grandes que los pertenecientes a Nebuunet al este, lo que indicaría que era una consorte de mayor rango. La pirámide de Inenek-Inti está rodeada por una pared perimetral de 1,5 m de grosor.
La entrada a la pirámide se encuentra en la capilla de entrada de su cara norte. Conduce a un corto pasillo descendente que termina en un vestíbulo que se abre al pasillo principal horizontal. El corredor, guardado por un único pórtico de granito, lleva a la cámara funeraria bajo el eje vertical de la pirámide. Al este de la sala hay un serdab. En el lado oeste un sarcófago de granito. La cámara está en ruinas, aunque algunos fragmentos del ajuar se han encontrado: trozos de jarras y frascos de piedra en varios colores, y platos y cuencos con tapas de caliza que guardaban las provisiones funerarias.
El templo funerario del complejo es estrecho y se extiende a lo largo de los lados norte, este y sur de la pirámide. Dos pilares de granito orientados al norte hacia la pirámide del rey sirven de puerta al templo. Las pilares están grabados con el nombre de Inenek-Inti, y en ellos se muestra a la reina sentada, respirando la fragancia de un loto. Dos obeliscos de caliza gris delante la representan de pie. Están también grabados con su nombre, uno con Inenek y el otro con Inti. También incluyen sus títulos. El templo exterior consta de una sala y un patio con pilares en el lado noroeste. Al sur del patio, en el lado este, se encuentra la sala de ofrendas y una habitación que contiene tres nichos de estatua. Un conjunto de almacenes las flanquean al norte y sur. En la esquina sureste, una pequeña pirámide de culto, con una base de 6 m de lado.

### Pirámide occidental
La identidad de la dueña de esta pirámide se ha conservado en un obelisco delante de su pirámide solo como "la hija mayor del rey". Fue la primera pirámide desenterrada por MAFS en 1988. Tuvo originalmente una longitud de base de 20 m, similar a la de Nebuunet, pero las ruinas solo tienen 3 m de alto. la entrada a la subestructura se encuentra como es común en la cara norte. La cámara funeraria se localiza bajo el eje vertical de la pirámide.  La ubicación del serdab es inusual, al sur de la sala en vez de al este. Numerosos restos del saqueado equipamiento funerario se encontraron, pero ningún nombre: plumas de avestruz de madera y pesos de madera de un telar, anzuelos de cobre, y vasijas de arcilla. Tiene un templo funerario construido precipitadamente, con una sala de ofrendas y una habitación con dos nichos de estatua. Fragmentos de los relieves de las paredes permiten adivinar escenas de procesiones y propiedades, junto con un cartucho incompleto con el nombre de Pepi I.

### Pirámide de Meritites IV
Meritites IV era una esposa de Pepi I, o de Pepi II. Su pirámide está al sur de la "occidental". Tiene una longitud de base de 21 m y su subestructura está decorada con el título de la reina pintado en mitad de las paredes de la cámara funeraria. Durante la excavación, fragmentos de madera, probablemente de una caja o cofre de canopes, fueron descubiertos con las fórmulas de los Textos de las Pirámides pintadas. Su identidad, imagen y títulos aparecen grabados en un patio con cinco pilares del templo funerario. En 2007, la pirámide de Meretites IV fue completamente restaurada y un monolito de granito fue reemplazado. Al complejo se accede desde el noreste a través de un largo corredor que conduce al patio. Al oeste del patio está el lado norte de la pirámide. Al sur del patio está el templo interior. Su complejo está rodeado por las pirámides de Ankhesenpepi II al oeste, Inenek-Inti al este, y la pirámide occidental al norte.

### Pirámide de Ankhesenpepi II

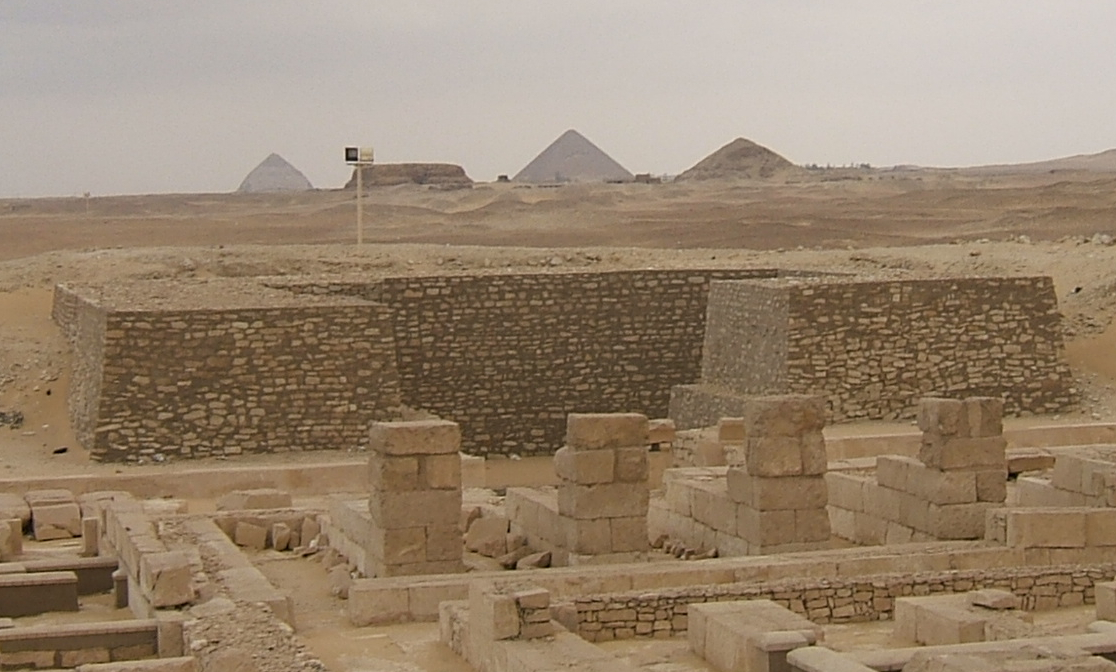
Pirámide de la reina Ankhesenpepi II.

Ankhesenpepi II era una de las esposas de Pepi I y madre de Pepi II. Sus pirámide se encuentra al suroeste de la de Meritites IV, en la esquina suroeste del complejo principal. Con una longitud de base de 31,4 m, es la pirámide más grande del complejo después de la pirámide de Pepi I. El templo funerario exterior, o público, fue construido en el eje norte-sur. Al oeste hay una serie de veintiún almacenes, y al sur un gran patio con dos puertas. La puerta sureste conduce al templo interior. La puerta del suroeste conduce a la cara norte de la pirámide.
La capilla norte de la pirámide tenía 4,2 m de largo. La subestructura de la pirámide estaba llena de arena y escombros, pero una vez despejada reveló una gran cámara funeraria de 7,34 m x 3,15 m con un serdab al este no inscrito. La cámara funeraria de Akhesenpepi II contenía un enorme sarcófago de basalto, cuidadosamente pulido. Mide 2,84 m de largo por 1,27 de ancho. Tenía una tapa, encontrada rota en cuatro trozos, de piedra diferente a la del cuerpo del sarcófago. Tanto en la tapa como en el cuerpo aparecen inscritos los títulos de la reina, identificándola como la madre del rey e hija de Geb y Nut. Fragmentos óseos, de un brazo, pierna y pie, fueron recuperados del interior durante la limpieza del sarcófago. Pertenecían a una mujer de mediana edad con artritis. Las paredes de la subestructura estaban decoradas con Textos de las Pirámides.
En el templo funerario del complejo piramidal de Ankhesenpepi II, un bloque decorativo con los cartuchos de Pepi I, Pepi II y Merenra fue descubierto en 1998. Los dos primeros cartuchos eran fácilmente explicables: Pepi era el marido de Ankhesenpepi II, y Pepi II su hijo. Pero la presencia del tercero, el de Merenra I, quedó inexplicado hasta que un segundo bloque decorativo deteriorado fue encontrado en el patio de pilares un año más tarde. Tenía los títulos de la reina Ankhesenpepi II y la identificaba como la esposa de Merenra I. Según Labrousse, Ankhesenpepi II se volvió a casar con Merenre I, su sobrino, después de la muerte de Pepi I.

### Pirámide de Ankhesenpepi III
Ankhesenpepi III era una hija de Merenre I Nemtyemsaf y una de las esposas de Pepi II. Su pirámide se ubica al norte de la pirámide de Ankhesenpepi II, y al suroeste de la de Mehaa. Su complejo de pirámide es el más pequeño de los del complejo mayor de Pepi I. Su tamaño se vio limitado por el límite del complejo al oeste, el templo funerario de Ankhesenpepi II al sur y este, y una explanada al norte que probablemente contuvo originalmente instalaciones de culto. La pirámide tiene una longitud de base de 15,72 m. Al complejo se ingresa por la esquina este de la pared norte y está precedido por dos obeliscos. En la cara este de la pirámide se encuentra el templo funerario reducido a un templo íntimo que consta de dos habitaciones que dirigen a la sala de ofrendas. Al sureste de la pirámide hay un pequeño patio con una pirámide de culto en su centro. Fragmentos de un decreto de Pepi II honrando a Ankhesenpepi III fueron encontrados al norte de la pared perimetral del complejo.
La cámara funeraria de la pirámide está muy dañada. Contiene un sarcófago hecho de un solo bloque de arenisca enterrado en el piso, con una tapa de granito. Las paredes alrededor del sarcófago fueron pintadas con la decoración representando la fachada de un palacio. El sarcófago está inscrito con el nombre y títulos de Ankhesenpepi III, y aún contenía algunos pequeños fragmentos de huesos.
En la parte occidental del complejo funerario, se descubrió una estructura de adobe posterior. Un pozo junto a la estructura llevaba a una cámara abovedada, a través de la que se accede a una cámara funeraria de caliza decorada. El entierro data del Primer Periodo Intermedio. La dueña del entierro era Ankhnes, un sacerdotisa de Hathor de Ankhesenpepi III. Junto al entierro, una estatuilla de 38 cm de madera representando a la dama y cinco mangos de espejo de madera fueron recuperados.

### Pirámide de Mehaa y tumba de Hornetjerikhet
Mehaa era una de las esposas de Pepi I. Fue enterrada en una pirámide al fondo del complejo. Ante la pirámide hay un edificio, el cual lleva el nombre e imagen del príncipe Hornetjerikhet, un hijo de Pepi I.

### Pirámide de Behenu
Behenu era otra esposa de Pepi I o Pepi II. Los restos de su pirámide fueron descubiertos en 2007.  La pirámide se ubica en el extremo occidental del complejo, directamente al norte de la pirámide de Mehaa. Tiene una longitud de base de 26,2 m, convirtiéndola en la segunda pirámide de reina más grande de la necrópolis después de la de Ankhesenpepy II. Fragmentos encontrados en el templo funerario identifican a la dueña, Behenu. Fragmentos de textos de las pirámides con su nombre habían sido encontrados previamente alrededor de la tumba de Reherichefnakht. Estos fragmentos procedían de las cámaras de su pirámide. Las paredes que rodean el sarcófago en la cámara funeraria estaban decoradas con el tema "fachada de palacio" pintada en negro y rojo con textos arriba. Trazas de pintura verde se conservan sobre los jeroglíficos, con líneas negras y rojas separando los registros verticales.
Al recinto del complejo se accede cerca de la esquina noreste. El vestíbulo tiene una puerta al patio interior en su esquina noreste. El patio tiene dos puertas. La primera, al sureste, conduce a un vestíbulo que conecta dos habitaciones. Al norte hay un largo vestíbulo sin ventanas. Al oeste una serie de diez almacenes. Una segunda puerta en el noroeste del patio, dirige al templo interior, o privado. Aquí se accede a una serie de habitaciones desde un pasillo norte-sur: una habitación sin ventanas, la capilla de estatuas y la sala de ofrendas. En la esquina sureste de la pirámide hay un patio pequeño con una pirámide de culto en su centro, que tiene una longitud de base de 5,5 m.
En los escombros del templo, los cuales muestran marcas de destrucción y restauración, se encontró la cabeza de una estatuilla de Behenu llevando una peluca. Una mesa de ofrendas descubierta en la proximidad del complejo fúnebre de Behenu lleva el nombre de una hija de la reina llamada Hapi.

### Pirámide de Reherichefnakht
En 2004, se descubrió una pirámide perteneciente a un individuo llamado Reherichefnakht en el complejo piramidal de Pepi I. La pirámide data de finales de la Undécima Dinastía, siendo así la pirámide más antigua conocida no construida para un miembro de la familia real. Tiene una longitud de base de 13,12 m y fue construida con bloques de caliza arrancados de las estructuras cercanas: Restos de estelas, mesas de ofrendas, topes de puerta y dinteles, muchos con nombres encontrados en el núcleo de la pirámide. Un hallazgo significativo es el nombre de una esposa anteriormente desconocida de Pepi I, Sebutet. La subestructura de la pirámide contiene ambos, Textos de las pirámides y Textos de los sarcófagos, por ello representa un enlace entre el Imperio Antiguo y el Imperio Medio de Egipto. La subestructura tiene un diseño sencillo: desde el norte, un pozo lleva a la cámara funeraria cubierta con losas de piedra, una de las cuales lleva el nombre de Reherichefnakht. El cuarto estaba ricamente decorado, conteniendo Textos de las Pirámides y Textos de los Sarcófagos. No se construyeron otros edificios asociados a la pirámide, y tampoco se encontró ningún entierro para la esposa de Reherichefnakht.